# Петер Дей
Петер Дей (угор. Dely Péter, 5 липня 1934, Шарошпатак — 29 грудня 2012) — угорський шахіст, гросмейстер від 1999 року.

## Шахова кар'єра
Найвищі успіхи в кар'єрі припадають на 1960-і роки. 1969 року здобув в Будапешті звання чемпіона Угорщини. Крім того, у своєму доробку має ще дві медалі чемпіонату країни: срібну (1965, позаду Іштвана Білека) i бронзову (1968, позаду Дьожьо Форінтоша i Лайоша Портіша). Двічі представляв команду країни на командному чемпіонаті Європи, здобув у командному заліку дві медалі: срібну (1970) i бронзову (1965).
Досягнув таких успіхів на міжнародних турнірах: посів 1-ше місце в Реджо-Емілії (1960/61), посів 3-тє місце в Печі(1964, меморіал Лайоша Асталоша, позаду Айварса Гіпсліса i Мілко Бобоцова), поділив 1-ше місце в Поляниці-Здруй (1965, меморіал Акіби Рубінштейна, разом з Євгеном Васюковим), 4-те місце в Цинновіці (1965, за Вольфгангом Ульманном, Володимиром Сімагіним i Анатолієм Лейном), посів 1-ше місце в Будапешті (1967), поділив 2-ге місце в Барі (1970, разом з Ласло Барцаї, позаду Драголюба Яношевича), посів 1-ше місце в Баньє, а також поділив 1-ше місце в Люксембурзі (1971, разом з Александром Матановичем).
1962 року здобув звання міжнародного майстра, крім того 1999 року ФІДЕ присудила йому звання почесного гросмейстера.
Найвищий рейтинг Ело в кар'єрі мав станом на 1 липня 1971 року, досягнувши 2480 пунктів ділив тоді 7-8-ме місце серед угорських шахістів.
Від 2000 року не брав участі в турнірах під егідою ФІДЕ.

## Зміни рейтингу
| На цьому місці має відображатися графік чи діаграма, однак з технічних причин його відображення наразі вимкнено. Будь ласка, не видаляйте код, який викликає це повідомлення. Розробники вже працюють для того, щоби відновити штатне функціонування цього графіка або діаграми. | |
| | На цьому місці має відображатися графік чи діаграма, однак з технічних причин його відображення наразі вимкнено. Будь ласка, не видаляйте код, який викликає це повідомлення. Розробники вже працюють для того, щоби відновити штатне функціонування цього графіка або діаграми. |